# Severin Åkerstedt
Karl Gustaf Severin Åkerstedt, född 17 december 1877 i Katarina församling, Stockholm, död 24 december 1953, var en svensk tävlingscyklist. Han var bror till Valentin Åkerstedt.
Åkerstedt, som tävlade för IF Sleipner, vann 1902 och 1904 svenska mästerskap på bancykling 1 000 meter och 1900–1905 på 5 000 meter. Han satte svenskt rekord på 5 000 meter med stående start 1902 på med tiden 6 minuter och 51 sekunder. Han tillhörde Svenska Cykelförbundets styrelse 1910–1916. Vid Olympiska sommarspelen 1912 tjänstgjorde han som tränare för de svenska cyklisterna. Åkerstedt, till yrket fabrikör, var i yngre år en god löpare i IF Sleipner. Han är gravsatt på Botkyrka kyrkogård.